# Sport Club Hakoah Wien
L'Sport Club Hakoah Wien (hakoah signigica poder en hebreu) fou un club de futbol austríac de la ciutat de Viena.

## Història

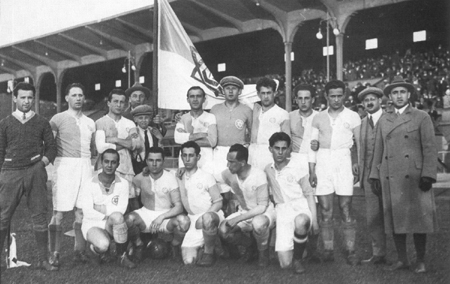
Equip de futbol del Hakoah Viena el 1925.

Fou un club destacat abans de la Segona Guerra Mundial, format per esportistes jueus. Fou fundat l'any 1909 per Fritz "Beda" Löhner i Ignaz Herman Körner. El seu primer any de vida competia en esgrima, futbol, hoquei herba, atletisme, lluita lliure i natació. L'equip de futbol acabà segon a la lliga austríaca el 1922. Un any més tard, en un viatge a Londres, derrotà el West Ham United FC (ple de reserves) per 5-1, essent el primer club europeu continental en vèncer un club anglès a Anglaterra. La temporada 1924-25 es proclamà campió de lliga. El 1926 feu una gira pels Estats Units. Alguns jugadors decidiren romandre en aquest país, fundant el New York Hakoah. Altres jugadors emigraren a Palestina on fundaren el Hakoah Tel Aviv. Aquesta fugida d'alguns jugadors va fer que el club perdés competitivitat.
Després de l'Anschluss de 1938, l'Associació Alemanya de Futbol prohibí l'equip i el partit nazi s'apropià del seu estadi. El 1945 el club fou fundat novament, no obstant, la secció de futbol deixà d'operar el 1949.
L'any 2000, la comunitat jueva de Viena comprà els antics terrenys del club al parc Prater per 10 milions de €. L'equip de futbol juga a les lligues menors del país amb el nom SC Maccabi Wien.

## Futbolistes destacats
Font
| - József Eisenhoffer - Sander Fabian - Richard Fried - Max Gold - Max Grünwald - Jozsef Grunfeld | - Béla Guttmann - Alois Hess - Moritz Häusler - "Fuss" Heinrich - Norbert Katz - Alexander Nemes-Neufeld | - Egon Pollak - Benno Posaner - Max Scheuer - Alfred Schönfeld - Heinrich Schönfeld | - Ernő Schwarz - Joseph Stross - Jacob Wagner - Siegfried Wortmann - Max Wortmann |

## Entrenadors destacats

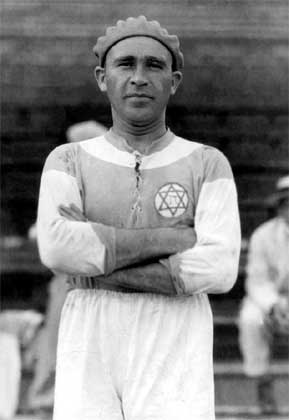
Béla Guttmann.

- Béla Guttmann:1932-33

## Palmarès
- Lliga austríaca de futbol:
  - 1924-25
- Segona Divisió
  - 1919-20, 1928-29